# Нормална подгрупа
У апстрактној алгебри, области математике, нормална подгрупа је посебна врста подгрупе. Нормалне подгрупе су важне зато што се користе у конструкцији количничких група из дате групе. 
Еварист Галоа је први схватио важност и постојање нормалних подгрупа.

## Дефиниције
Подгрупа N групе G се назива нормалном подгрупом ако је инваријантна у односу на конјугацију; то јест, за сваки елемент n из N и свако g из G, елемент  је и даље у N. Пишемо 
{\displaystyle N\triangleleft G.}
Следећи услови су еквивалентни услови како би подгрупа N била нормална у G. Било који од њих се може узети као дефиниција:
1. За све  из , .
2. За све  из , .
3. Скупови левих и десних косета N у G коинцидирају.
4. За свако g из G, gN = Ng.
5. је унија класа конјугације G.
6. Постоји хомоморфизам на G за који је N језгро.

Треба имати у виду да је услов (1) логички слабији од услова (2), а услов (3) је логички слабији од услова (4). Због овога, услови (1) и (3) се обично користе да докажу да је N нормална у G, а услови (2) и (4) се користе да докажу последице нормалности N у G.

## Примери
- {} и G су увек нормалне подгрупе од G. Ако су ово и једине нормалне подгрупе, онда се каже да је G проста.
- Центар групе је нормална подгрупа.
- Комутаторна подгрупа је нормална подгрупа.
- Општије, свака карактеристична подгрупа је нормална, јер је конјугација увек аутоморфизам.
- Све подгрупе N Абелове групе G су нормалне, јер gN = Ng. Група која није Абелова, али чија је свака подгрупа нормална се назива Хамилтоновом групом.
- Транслациона група у било којој димензији је нормална подгрупа Еуклидове групе; на пример тродимензионална ротација, транслација и ротација назад су исти као проста транслација; такође, рефлексија, транслација и поновна рефлексија су исти као проста транслација (транслација виђена у огледалу изгледа као транслација са рефлектованим транслационим вектором). Транслације за дату раздаљину у било ком смеру формирају класу конјугације; транслациона група је њихова унија за све раздаљине.

## Својства
- Нормалност је очувана у сурјективним хомоморфизмима, као и у инверзним сликама.
- Нормалност је очувана у директним производима
- Нормална подгрупа нормалне подгрупе дате групе не мора да буде нормална у групи. То јест, нормалност није транзитивна релација. Међутим, карактеристична подгрупа нормалне подгрупе је нормална. Такође, нормална подгрупа централног фактора је нормална. Специјално, нормална подгрупа директног фактора је нормална.
- Свака подгрупа индекса 2 је нормална. Општије, подгрупа H коначног индекса n у G садржи подгрупу K нормалну у G чији индекс дели n!. Ако је p најмањи прост делилац реда од G, тада је свака подгрупа индекса p нормална.

## Нормалне подгрупе и хомоморфизми
Нормалне подгрупе су значајне, јер ако је  нормална, тада се може формирати количничка група G/N: ако је  нормално, можемо да дефинишемо множење на косетима као
Ово претвара скуп косета у групу која се назива количничком групом G/N. Постоји природни хомоморфизам f : G &rarr; G/N дефинисан као f(a) = aN. Слика f(N) се састоји само од неутрала G/N, косет eN = N.
Уопштено, хомоморфизам група f: G &rarr; H слика подгрупе од G у подгрупе од H. Такође, пре-слика сваке подгрупе од H је подгрупа од G. Пре-слику тривијалне групе {} из H називамо језгром (кернелом) хомоморфизма и означавамо га као ker(f). Испоставља се да је језгро увек нормално, и да је слика f(G) од G увек изоморфна са G/ker(f) (прва теорема о изоморфизму). У ствари, ова кореспонденција је бијекција између скупа свих количничких група G/N од G и скупа свих хомоморфних слика од G (до на изоморфизам). Лако се покаже да је језгро количничког пресликавања, f: G &rarr; G/N, само N, па су нормалне подгрупе језгра хомоморфизама са доменом G.